# ビワツボカムリ
ビワツボカムリ（学名：Difflugia biwae） あるいはビワコツボカムリは、ナガツボカムリ属の有殻アメーバの1種。細長い殻は口が広がり、先端に長い突起を持つ。琵琶湖に特産する固有種とされていたが、近年はほとんど発見されず、絶滅した可能性が言われる。他方、中国の湖で発見が伝えられている。

## 特徴
大型の有殻アメーバ。殻の中央はほぼ楕円形で、先端は細長く伸びて先端が少し尖った円筒形の突起を形成する。殻の口は漏斗状に広がり、その縁は多少波打っている。殻の全長は300-400μmに達する。殻の表面には小さな砂粒などが多数付着しており、内部を観察することが難しくなっている。
細胞そのものは殻の中央部にあり、核もそこに見られる。仮足を殻の口から出す際は、その形は細長い棒状になる。
なお和名は、当初はビワコツボカムリが使われたが転記ミスによりビワツボカムリが用いられるようになり、その後Ichise, Sakamaki & Shimano (2021) においてふたたびビワコツボカムリに戻すことが提唱された。

## 生態など
プランクトンとして観察され、いわゆるプランクトンネットによるプランクトン調査で見つかる。ただし年間を通じて見つかるものではなく、その個体数は7-11月に多く、特に3-10月に多く見られる。つまり夏期に数が多くなるが冬期にはその数が極端に少なくなる。このことはこの種の生活史のある段階をプランクトンとして生活するのだと考えられるが、それ以外の場での生活があるのかどうかなどは明らかでない。岡田他(1976)にはこの種が深い底に生息するもので、9-11月に水中に出てくる、といった記述があるが、これを裏付ける報告等はこの記述以外に存在しないといい、しかしその消長から見てその生活史に浮遊期と底生生活の段階があるのだろうと一瀬他(2004)は推定している。
琵琶湖において本種はそのほぼ全域に見られ、ただし北湖より南湖でより多く、また深度においては表層より湖底近くまで、ほぼ均等に見られた。
食性については琵琶湖の過去の標本についての調査で、細胞質内に珪藻類が数多く見られ、これを餌にしていたと考えられる。珪藻の種としてはスズキケイソウ Stephanodiscus suzukii と S. pseudosuzukii で、これらはコアミケイソウ科 Coscinodiscaceae カスミマルケイソウ属のものであり、いわゆる中心型、円盤状の殻を持つ珪藻である。
中国での研究では形態に主力があり、同時に生体の観察も行われている。細胞体は殻の中を満たしており、その一端か、あるいは複数カ所で細胞質の糸で殻につながる。仮足を出し、あるいは細胞内にガスの泡を持ち、それによって殻を真っ直ぐに立てる。2個体が殻口を向かい合わせにくっつけている姿がたびたび観察され、これは生殖に関するものと思われるが、有性的なものか無性的なものかは判断できていない。

## 分布
琵琶湖で発見され、琵琶湖の固有種とされてきた。琵琶湖はいわゆる古代湖であり、多くの固有種があるが、プランクトンでは固有種とされているのは本種を含めて3種しかない。ただし下記のように琵琶湖では本種は絶滅した可能性が高い。
ところが2005年、Yang & Shen が本種が中国に産することを発表した。それによると彼らが揚子江流域の有殻アメーバの調査をしていた中、湖北省の木蘭湖において本種が非常に豊富に産することを発見した。彼らはさらに調査を進め、浙江省の千島湖、それに江西省の鄱陽湖からも発見した。現時点で本種が確実に生息しているのはこの3つの湖に限られることになる。

## 類似種など
琵琶湖のものに関しては、『本種は特殊な形態によって他種とは容易に区別できる』との判断のみが行われてきたようである。中国産のものに関しては詳細な形態の記載が行われ、他の類似する種との比較検討も行われている。中国産の本種は琵琶湖のそれよりやや小さく、殻の全長が日本産では300-400μmであるのに対して165-306μmとなっていた。しかしビワツボカムリを特徴付ける楕円形の殻本体と明確に広がった殻口、それに先端の細長い突起という点が共通することからこれを同種とYang & Shen (2005, pp. 104f.) は判断している。一方でIchise, Sakamaki & Shimano (2021, pp. 177ff.) は、殻の形態計測に基づいた統計的解析などに基づき、両者が亜種レベルで異なるとの判断（琵琶湖においては生体サンプルを得られなかったため暫定的にではあるものの）を下している。
Yang & Shen (2005, p. 108) は、以下のような類似種との比較も行っている。
- 殻の先端に角状の突起を持つ点では D. delicatula、D. elegans、D. oblonga caudata に似ている。
  - このうちで D. elegans と D. oblonga caudata は殻の表面が滑らかではない点で本種と異なる。これらの種では殻表面に凹凸がある。
  - 本種の場合、先端の突起はその長さが全体の長さの25%以上もあり、 D. elegans と D. oblonga caudata では20%にも達しない。
  - 上記のような点で本種にもっとも似ているのは D. delicatula であるが、本種では小さいものでも長さ165μmであるのに対して、この種は75-100μmしかない。
  - また本種の殻口は平らで広い襟となっており、その幅は殻中央の幅より広いが、D. delicatula では殻口は殻径より広くはならない。

## 経緯
本種は日本の淡水生態学の草分けとも言える川村多実二が1918年に新種として記載したものである。元々は非常に豊富に産したものであったが、1960年代から採集される数が少なくなり始め、1973年以降は発見がほとんどなくなった。ただしその後も細々とした発見記録はあり、1981年には生きた状態が観察されている。文献記録では最後になるのが1994年4月14日になるが、このときの標本は実は殻のみであり沈殿していた死殻が浮上したものを採集したに過ぎない可能性があるという。つまり生きたものは20年以上発見されておらず、絶滅した可能性が高い。ところが上記のように2005年に中国で発見され、3つの湖で豊富に見られるという。

## 保護の状況
環境省のレッドデータには取り上げられていない。滋賀県では絶滅危惧I 類に指定しているが、やはり絶滅の可能性が高いとしている。減少の理由として推測されているのは1950-60年代に餌となるプランクトンの珪藻であるスズキケイソウが減少したこと、湖底の溶存酸素濃度が低下したこと、殻の材料となる砂粒が変化したことがあげられている。
中国においても上述の3つの湖のいずれもが汚染にさらされており、本種の絶滅が危惧される。